# Кхиык
Кхиык (ㅋ, кор. 키읔) — буква корейского алфавита. В начале слова и между гласными обозначает придыхательный глухой велярный взрывной согласный /kh/, перед согласными и в конце слова обозначает простой глухой велярный взрывной согласный /k/.
Как и большинство согласных корейского алфавита буква использует горизонтальные и вертикальные черты для обозначения свойств изображенного звука: вертикальные обозначают переднеязычные (левая), заднеязычные (правая) или (обе черты) губно-губные согласные; горизонтальные обозначают (в позициях сверху вниз): взрывные, придыхательные и альвеолярные. В данном случае заняты позиции взрывного придыхательного заднеязычного (велярного) звука.